# Filip Flisar
Filip Flisar (Maribor, 28 september 1987) is een Sloveense freestyleskiër. Hij vertegenwoordigde zijn vaderland op de Olympische Winterspelen 2010 in Vancouver, op de Olympische Winterspelen 2014 in Sotsji en op de Olympische Winterspelen 2018 in Pyeongchang.

## Carrière
Flisar maakte zijn wereldbekerdebuut in maart 2008 in Grindelwald, tien maanden later scoorde hij in Les Contamines-Montjoie zijn eerste wereldbekerpunten. In januari 2010 behaalde de Sloveen in St. Johann in Tirol zijn eerste toptienklassering in een wereldbekerwedstrijd. Tijdens de Olympische Winterspelen van 2010 in Vancouver haalde Flisar de halve finales op de skicross, na zijn uitschakeling in de halve finales wist hij niet te finishen in de kleine finale. Zijn eindklassering was zodoende de achtste plaats.
Op de wereldkampioenschappen freestyleskiën 2011 in Deer Valley eindigde Flisar als elfde op de skicross.Op 11 januari 2012 boekte hij in Alpe d'Huez zijn eerste wereldbekerzege, aan het eind van het seizoen 2011/2012 eindigde hij als eerste in het wereldbekerklassement op de skicross. In 2012 behaalde de Sloveen een zilveren medaille op de Winter X Games. In Voss nam Flisar deel aan de wereldkampioenschappen freestyleskiën 2013, op dit toernooi eindigde hij als vijfde op de skicross. Tijdens de Olympische Winterspelen van 2014 in Sotsji eindigde de Sloveen als zesde op het onderdeel skicross.
Op de wereldkampioenschappen freestyleskiën 2015 in Kreischberg werd Flisar wereldkampioen op de skicross. In de Spaanse Sierra Nevada nam hij deel aan de wereldkampioenschappen freestyleskiën 2017. Op dit toernooi lukte het hem niet om met succes zijn titel te verdedigen, hij eindigde als vierde op het onderdeel skicross. Tijdens de Olympische Winterspelen van 2018 in Pyeongchang eindigde de Sloveen als zevende op de skicross.
Op de wereldkampioenschappen freestyleskiën 2019 in Park City eindigde Flisar als achtste op de skicross.

## Resultaten

### Olympische Spelen
| Jaar | Plaats      | Resultaten  |
| ---- | ----------- | ----------- |
| 2010 | Vancouver   | 8e Skicross |
| 2014 | Sotsji      | 6e Skicross |
| 2018 | Pyeongchang | 7e Skicross |

### Wereldkampioenschappen
| Jaar | Plaats        | Resultaten   |
| ---- | ------------- | ------------ |
| 2011 | Deer Valley   | 11e Skicross |
| 2013 | Voss          | 5e Skicross  |
| 2015 | Kreischberg   | Skicross     |
| 2017 | Sierra Nevada | 4e Skicross  |
| 2019 | Park City     | 8e Skicross  |

### Wereldbeker
Eindklasseringen
| Seizoen   | Algm | SX   | HP  |
| --------- | ---- | ---- | --- |
| 2008/2009 | 167e | 50e  | 45e |
| 2009/2010 | 107e | 37e  | —   |
| 2010/2011 | 45e  | 13e  | —   |
| 2011/2012 | 5e   | Goud | —   |
| 2012/2013 | 24e  | 6e   | —   |
| 2013/2014 | 201e | 45e  | —   |
| 2014/2015 | 59e  | 19e  | —   |
| 2015/2016 | 25e  | 5e   | —   |
| 2016/2017 | 22e  | 4e   | —   |
| 2017/2018 | 91e  | 20e  | —   |
| 2018/2019 | 77e  | 18e  | —   |
| 2019/2020 | 140e | 31e  | –   |

Wereldbekerzeges
| Datum            | Plaats         | Onderdeel |
| ---------------- | -------------- | --------- |
| 11 januari 2012  | Alpe d'Huez    | Skicross  |
| 26 februari 2012 | Bischofswiesen | Skicross  |
| 10 maart 2012    | Grindelwald    | Skicross  |
| 13 december 2012 | Telluride      | Skicross  |
| 13 februari 2016 | Idre           | Skicross  |
| 21 december 2016 | Innichen       | Skicross  |
| 22 december 2016 | Innichen       | Skicross  |